# Clarissa Knorr
Clarissa Knorr (* 15. Mai 1972 in Wanne-Eickel) ist eine deutsche Schauspielerin und Sprecherin.

## Leben
Clarissa Knorr wollte nach eigenen Angaben schon als Kind Schauspielerin werden. Sie wuchs im Sauerland auf. Mit Anfang Dreißig gab sie schließlich ihren Beruf als Mediengestalterin auf, um sich der Schauspielerei zu widmen. Ab 2002 nahm sie Schauspielunterricht und besuchte Schauspielkurse in Hamburg. Von 2005 bis 2008 absolvierte sie ihre Schauspielausbildung im Artrium – Schauspielschule Hamburg, eine private Schauspielschule in Hamburg, die sie mit der  Bühnenreifeprüfung abschloss.
Seit 2004 spielte Knorr Theater. Sie stand bei verschiedenen Hamburger Off-Theatern und bei freien Hamburger Spielstätten (u. a. Lola-Theater, Künstlerhof Neukirchen) auf der Bühne, leitete mehrere Jahre Kindertheaterkurse und machte Improvisationstheater und Straßentheater. 2011 war sie festes Ensemblemitglied bei der Fränkischen Landesbühne und trat beim „Fränkischen Theatersommer“ als Emilie in dem Kammerspiel für zwei Personen Die Baronin und die Sau auf. 2012 gastierte sie am Hamburger Kellertheater. 2014 trat sie im Rahmen des Hamburger „Eigenarten-Festivals“ auf. Außerdem gastierte sie im selben Jahr an verschiedenen Spielstätten wieder mit dem Stück Die Baronin und die Sau.
Seit 2003 arbeitet Knorr auch für Film und Fernsehen. Sie wirkte in mehreren Kurzfilmen mit, außerdem drehte sie regelmäßig Werbe- und Imagefilme, Werbespots, Musikvideos und Lehrvideos. Sie stand u. a. für Tchibo, Leifheit, die Hachette-Sammelreihen, den Modeversand BonPrix, den Telefonanbieter BASE, die Frauenzeitschrift Bild der Frau, Dr. Oetker und die ERGO Lebensversicherungen vor der Kamera.
Episodenrollen hat sie u. a. in den Fernsehserien Die Pfefferkörner, Männer! – Alles auf Anfang (2015) und Morden im Norden (2016). Im Juni 2017 (ab Folge 2440) war Knorr in der ARD-Fernsehserie Rote Rosen in einer wiederkehrenden Seriennebenrolle zu sehen; sie spielte Anke Westerland, die Fraktionsvorsitzende der Partei „Vielfalt Lüneburg“. 
Knorr ist Mitglied im Bundesverband Schauspiel (BFFS). Sie lebt in Hamburg.

## Filmografie (Auswahl)
- 2004: Bella Block: Die Freiheit der Wölfe (Fernsehreihe)
- 2007: Das Herz ist ein dunkler Wald (Kinofilm)
- 2009: Mit blutverschmiertem Maul (Kurzfilm)
- 2009: Traum leben (Kurzfilm)
- 2009: Anna (Kurzfilm)
- 2011: Annas Erbe (Fernsehfilm)
- 2011: Her(t)zrasen (Kurzfilm)
- 2011: Reality, Reality (Kurzfilm)
- 2011: Crime (Kurzfilm)
- 2014: Die Pfefferkörner: Blütenträume (Fernsehserie, eine Folge)
- 2015: Männer! – Alles auf Anfang (Fernsehserie, Serienrolle)
- 2016: Morden im Norden: Im Netz (Fernsehserie, eine Folge)
- 2017: Rote Rosen (Fernsehserie, Serienrolle)
- 2018: Morden im Norden: Kinderherz (Fernsehserie, eine Folge)
- 2018: Die Kanzlei: Ohne Vorwarnung (Fernsehserie, eine Folge)
- 2022: Liberame – Nach dem Sturm: Erlöse mich (Fernsehserie, eine Folge)
- 2022: Notruf Hafenkante: Rosenkavalier (Fernsehserie, eine Folge)